# Staatssekretär (Österreich)
Als Staatssekretär werden in Österreich die höchsten politischen Amtsträger der Exekutive neben der Bundesregierung bezeichnet.
Als solche sind der aktuell amtierenden Bundesregierung Stocker Alexander Pröll (ÖVP, im Bundeskanzleramt) und Michaela Schmidt (SPÖ, im Bundesministerium für Kunst, Kultur, öffentlichen Dienst und Sport), Josef Schellhorn (NEOS, im Bundesministerium für europäische und internationale Angelegenheiten),  Barbara Eibinger-Miedl (ÖVP, im Bundesministerium für Finanzen), Jörg Leichtfried (SPÖ im Bundesministerium für Inneres) sowie Ulrike Königsberger-Ludwig (SPÖ im Bundesministerium für Soziales, Gesundheit, Pflege und Konsumentenschutz) und Elisabeth Zehetner (ÖVP im Bundesministerium für Arbeit und Wirtschaft) beigegeben.

## Zur Funktion
Die Staatssekretäre gehören – neben dem Bundespräsidenten, den Bundesministern und den Mitgliedern der Landesregierungen – zu den obersten Organen der Vollziehung des Bundes (Art. 19 Abs. 1 B-VG). Sie werden gemäß Art. 78 Abs. 2 B-VG wie Minister bei der Regierungsbildung bestellt, gehören aber formell nicht der Bundesregierung an. Sie nehmen an den Ministerratssitzungen als beratende Mitglieder teil und sind dem jeweiligen Regierungsmitglied (also Ressortminister oder Bundeskanzler) weisungsgebunden.
Die Anzahl ist nicht fix, sondern je nach Regierungsabsicht werden Staatssekretäre mit denjenigen Portefeuilles betraut, die besonderer Aufmerksamkeit und Betreuung bedürfen, und sie unterstützen dabei das Mitglied der Bundesregierung (Bundeskanzler, Vizekanzler oder anderem Bundesminister), dem sie beigegeben sind. Die Staatssekretäre im Bundeskanzleramt können dementsprechend dem Bundeskanzler oder einem Kanzleramtsminister beigegeben sein. Im Gegensatz zu den Bundesministern kommt aber den Staatssekretären keine (direkte und/oder unmittelbare) Weisungsbefugnis gegenüber den Beamten des jeweiligen Ministeriums zu. Im Falle einer Koalitionsregierung kommt der Staatssekretär häufig von einer anderen Partei als der Minister. Er dient dann als „Aufpasser“ im Ressort des Koalitionspartners, sorgt also für die Umsetzung der Koalitionsverträge im Sinne des jeweiligen anderen Koalitionspartners.
Die regulär höchsten Ministerialbeamten sind die Sektionschefs bzw. Sektionsleiter. Das Bundesministeriengesetz sieht auch vor, dass der jeweilige Ressortchef (Minister oder beauftragter Staatssekretär) „mit der zusammenfassenden Behandlung aller zum Wirkungsbereich des Bundesministeriums gehörenden Geschäfte“ einen Generalsekretär betrauen kann. Dieser besitzt – anders als die Staatssekretäre – gegenüber den unterstellten Sektionsleitern Weisungsbefugnis.
Zur Zeit der provisorischen Regierungen 1918–1920 und 1945 hießen in Österreich die Minister (Leiter eines Geschäftsbereiches der Regierung) Staatssekretäre, die heutigen Staatssekretäre Unterstaatssekretäre.